# Quincy, Cher
Quincy là một thị trấn trong tỉnh Cher (tỉnh), thuộc vùng hành chính Centre của nước Pháp, có dân số là 775 người (thời điểm 1999). Vùng đất nằm cạnh sông Cher này có điều kiện lý tưởng để trồng nho. Vùng trồng nho Quincy mang tên của thị trấn này.

## Nhân khẩu học
| 1962 | 1968 | 1975 | 1982 | 1990 | 1999 |
| ---- | ---- | ---- | ---- | ---- | ---- |
| 714  | 727  | 783  | 759  | 812  | 775  |